# افتر اسکول
افتر اسکول (کره‌ای: 애프터 스쿨، ژاپنی: ア フ タ ー ス ク ー ル) یک گروه موسیقی دخترانه در کره جنوبی است که در سال ۲۰۰۹ در کمپانی پلدیس تشکیل شد. این گروه در حال حاضر ۱۱ عضو دارد.

## فعالیت گروه

### سال ۲۰۰۹

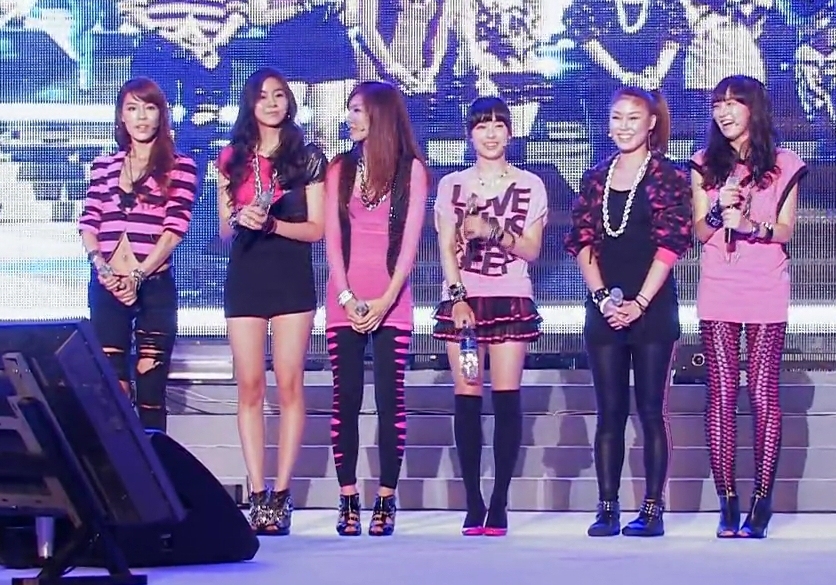
افتر اسکول در سال ۲۰۰۹

افتر اسکول در سال ۲۰۰۹ با آهنگ AH و ۵ عضو به طور رسمی شروع به کار کرد که این ۵ عضو کاهی، جونگ آه، سویونگ، جویئون و بک آه بودند.
در سال ۲۰۰۹ یوئی به گروه پیوست و سپس سویونگ از گروه جدا شد و پس از آن نانا و راینا عضو افتراسکول شده و در به خاطر تو حضور داشتند که این آهنگ برای سه دوره در اینکیگایو اول شد.

### سال ۲۰۱۰
در سال ۲۰۱۰ لیزی به گروه محلق شد و افتراسکول BANG را منتشر کرد. در همین سال نانا، لیزی و راینا ساب گروهی را با عنوان اورنج کارامل تشکیل دادند که این گروه اولین مینی آلبوم خود را در ماه ژوئن منتشر کرد. در ماه دسامبر افتر اسکول با آلبوم Happy Pledis 1st Album بازگشت.

### سال ۲۰۱۱
در سال ۲۰۱۱ هم ای یونگ عضو جدید گروه شد و گروه آلبوم virgin را عرضه کرد که ویدئوی آهنگ اصلی آن یعنی «شامپو» روز بعد منتشر شد. مدتی بعد بک آه از گروه جدا شد و افتر اسکول تحت نظر اوکس تراکس در ژاپن شروع به کار کرد. در همین سال افتراسکول در دو زیرگروه AS.Blue و AS.Red برگشت.

### سال ۲۰۱۲
در سال ۲۰۱۲ گروه آهنگ ژاپنی خود به نام Rambling Girls را منتشر کردند و گروه در چارت هفتگی اوریکون در رتبه هفتم قرار گرفت و آلبوم ژاپنی آنها یعنی Play.G.i.rls در چارت هفتگی آلبوم اوریکون هشتم شد.
در آوریل کاایون برای پنجمین ماکسی سینگل گروه در ژوئن به عنوان عضو افتراسکول حضور داشت و در سپتامبر کاهی رسماً از گروه جدا شد.
زیرگروه کارامل پرتقالی آلبوم رژ را منتشر کردند.

### سال ۲۰۱۳
در سال ۲۰۱۳ گروه سومین ماکسی سینگل خود را به نام «عشق اول» منتشر کردند.

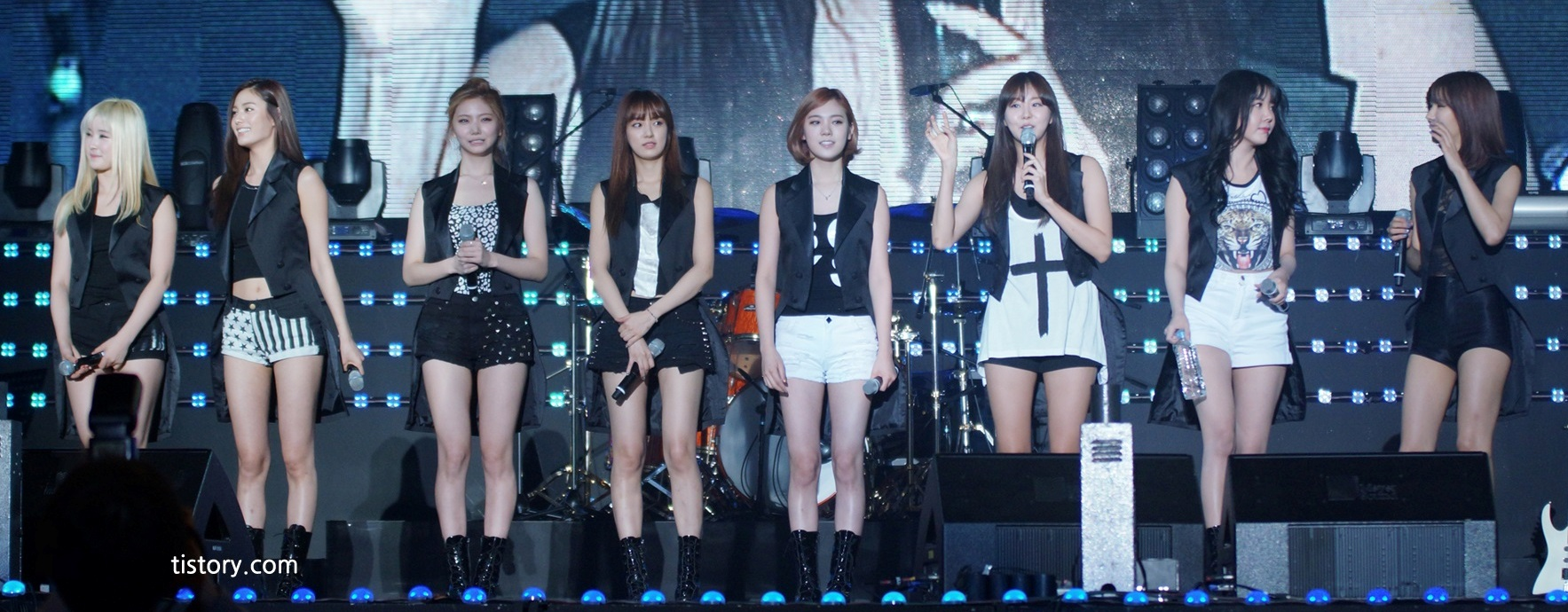
افتر اسکول در سال ۲۰۱۳

### سال ۲۰۱۴
گروه در اولیل سال سومین پروژه خود را با برادران شجاع منتشر کردند.

| اعضای کنونی گروه | اعضای پیشین گروه |
| ---------------- | ---------------- |
| کایون            | سو یونگ          |
| راینا            | کاهی             |
| نانا             | جو یون           |
| لیزی             | جانگ اه          |
| ای یونگ          | بک اه            |
| ...              | یوئی             |